# Большой Карлук
Большой Карлук — деревня в Заларинском районе Иркутской области России. Входит в состав Новочеремховского муниципального образования. Находится примерно в 11 км к юго-западу от районного центра.

## Происхождение названия
По одной из версий, название деревни происходит от бурятского хараалаг — «чёрно-пегая» (о местности).
По другой версии, данный топоним образован от тюркского кар — «снег», карлук — «снежный».
Якутский исследователь Борис Чарпыков считает, что в основе названия лежит якутское хара уулах — «чёрная вода» или хара олох — «чёрное место».

## Население
По данным Всероссийской переписи, в 2010 году в деревне проживало 17 человек (7 мужчин и 10 женщин).